# Liparoderus
Liparoderus is een geslacht van kevers van de familie snoerhalskevers (Anthicidae).

## Soorten
- L. galeatus Bonadona, 1988
- L. insignis (Lucas, 1843)
- L. panousei (Pic, 1950)
- L. venator Dufour, 1849